# Karol Dębski
Karol Dębski (ur. 11 lutego 1984) – polski koszykarz, występujący na pozycjach silnego skrzydłowego lub środkowego, obecnie zawodnik Znicza Pruszków.

## Osiągnięcia
Stan na 24 kwietnia 2022.

### Drużynowe
- Awans do I ligi z:
  - SKK Siedlce (2010, 2014)
  - Księżakiem Łowicz (2018)

### Indywidualne
- MVP  grupy A II ligi (2017)[1]
- Zaliczony do I składu II ligi grupy:
  - A (2017)[1]
  - B (2019)[2]
- Uczestnik meczu gwiazd I ligi (2011)[3]